# Áreas de protección de flora y fauna de México
Las áreas de protección de flora y fauna son áreas establecidas de  protección para la flora y fauna LGEEPA y otras leyes aplicables en lugares que contiene los hábitats de cuya preservación dependen la existencia, transformación y desarrollo de especies de flora y fauna silvestres. (nicteja)
En octubre de 2013 había en México 41 áreas de protección de flores y fauna, que protegían 6 687 284 ha que representan un 3,40 % del territorio nacional.
De esas 41 áreas, solo 10 integraban (y tres más estaban condicionadas al cumplimiento de alguna condición también ahí una para animales ) el Sistema Nacional de Áreas Naturales Protegidas (SINAP) conforme a lo dispuesto por la SEMARNAT (Secretaría de Medio Ambiente y Recursos Naturales).
| Imagen | N.º | Ref.      | Nombre del área | Estado(s)                                          | Municipio(s)                                                                                         | Fecha de declaración                                   | Área (ha) | Ecosistemas |
|        | 01  | -         | Tutuaca | Chihuahua                                          | Temosachic                                                                                           | 6 de julio de 1937 (27 de enero de 2001 rec.)          | 444 489   | - |
|        | 02  | -         | Campo Verde | Chihuahua                                          | Madera, Casas Grandes                                                                                | 3 de enero de 1938 (26 de diciembre de 2002 rec.)      | 108 069   | - |
|        | 03  | -         | Papigochic | Chihuahua                                          | Carichi, Bocoyna, Guerrero, Ocampo                                                                   | 11 de marzo de 1939 (26 de diciembre de 2002 rec.)     | 222 274   | - |
|        | 04  | -         | Cabo San Lucas | Baja California Sur                                | | 29 de noviembre de 1973 (7 de junio de 2000 rec.)      | 3996      | - |
|        | 05  | -         | Área de protección de flora y fauna La Primavera                                                                    | Jalisco                                            | Tala, Zapopan y Tlajomulco de Zúñiga                                                                 | 6 de marzo de 1980 (7 de junio de 2000 rec.)           | 30 500    | Bosque de pino-encino y selva baja caducifolia |
|        | 06  | -         | Cascadas de Agua Azul                                                                                               | Chiapas                                            | Tumbala                                                                                              | 29 de abril de 1980 (7 de junio de 2000 rec.)          | 2580      | Selva alta perennifolia |
|        | 07  | (cond.)   | Islas del Golfo de California                                                                                       | Baja California Baja California Sur Sinaloa Sonora | | 2 de junio de 1980 (7 de junio de 2000 rec.)           | 321 631   | Matorral xerófilo sarcocaule y sarcocrasicaule, selva baja caducifolia espinosa |
|        | 08  | (cond.)   | Valle de los Cirios                                                                                                 | Baja California                                    | Ensenada                                                                                             | 2 de junio de 1980 (7 de junio de 2000 rec.)           | 2 521 776 | Matorral xerófilo microfilo, bosque de pino, vegetación halófita de dunas costeras y manglar |
|        | 09  | -         | Sierra de Álvarez                                                                                                   | San Luis Potosí                                    | Armadillo de los Infantes y Zaragoza                                                                 | 7 de abril de 1981 (7 de junio de 2000 rec.)           | 16 900    | - |
|        | 10  | -         | Sierra la Mojonera                                                                                                  | San Luis Potosí                                    | Vanegas                                                                                              | 13 de agosto de 1981 (7 de junio de 2000 rec.)         | 9362      | - |
|        | 11  | -         | Área de protección de flora y fauna El Jabalí                                                                       | Colima                                             | Comala                                                                                               | 14 de agosto de 1981 (7 de junio de 2000 rec.)         | 5179      | |
|        | 12  | -         | Sierra de Quila | Jalisco                                            | Tecolotlan, Tenamaxtlan, Cocula y San Martín Hidalgo                                                 | 4 de agosto de 1982 (7 de junio de 2000 rec.)          | 15 193    | Bosque de pino-encino y pastizales |
|        | 13  | SINAP 031 | Corredor Biológico Chichinautzin                                                                                    | Ciudad de México México Morelos                    | Huitzilac, Cuernavaca, Tepoztlan, Jiutepec, Tlalnepantla, Yautepec, Tlayacapan y Totolapan           | 30 de noviembre de 1988                                | 37 302    | Bosque de pino, oyamel, encino, pino-encino y encino, matorral rosetófilo crasicaule, selva baja caducifolia |
|        | 14  | SINAP 026 | Área de protección de flora y fauna Chan-Kin                                                                        | Chiapas                                            | Ocosingo                                                                                             | 21 de agosto de 1992                                   | 12 185    | Selva mediana y alta subperennifolia |
|        | 15  | (cond.)   | Laguna de Términos                                                                                                  | Campeche                                           | Carmen, Palizada y Champotón                                                                         | 6 de junio de 1994                                     | 706 148   | Praderas de pastos sumergidos, bosques de manglar, tular, vegetación riparia |
|        | 16  | SINAP 014 | Área de protección de flora y fauna Yum Balam                                                                       | Quintana Roo                                       | Lázaro Cárdenas e Isla Mujeres                                                                       | 6 de junio de 1994                                     | 154 052   | Selva tropical mediana-baja y bajas inundable; bosque de manglar chaparro o mangle rojo |
|        | 17  | SINAP 009 | Área de protección de flora y fauna Maderas del Carmen                                                              | Coahuila                                           | Muzquiz, Acuña y Ocampo                                                                              | 7 de noviembre de 1994                                 | 208 381   | Matorral xerófilo, bosque pino-encino, bosque de palma samandoca |
|        | 18  | SINAP 011 | Área de protección de flora y fauna Cañón de Santa Elena                                                            | Chihuahua                                          | Manuel Benavides y Ojinaga                                                                           | 7 de noviembre de 1994                                 | 277 210   | Matorral desértico microfilo, pastizal, bosque de pino-encino |
|        | 19  | SINAP 018 | Área de protección de flora y fauna Cuatrociénegas                                                                  | Coahuila                                           | Cuatrociénegas                                                                                       | 7 de noviembre de 1994                                 | 84 347    | Matorral xerófilo, matorral submontano, halófita, cactáceas, pastizal |
|        | 20  | SINAP 028 | Área de protección de flora y fauna Uaymil                                                                          | Quintana Roo                                       | Felipe Carrillo Puerto y Othon P. Blanco                                                             | 17 de noviembre de 1994                                | 89 118    | Selva baja inundable, selva mediana, manglar |
|        | 21  | SINAP 047 | Área de protección de flora y fauna Sierra de Álamos-Río Cuchujaqui                                                 | Sonora                                             | Álamos y Navojoa                                                                                     | 19 de julio de 1996                                    | 92 890    | Selva baja caducifolia, bosque de encino, bosque de pino-encino y matorral espinoso |
|        | 22  | -         | Área de protección de flora y fauna Metzabok                                                                        | Chiapas                                            | Ocosingo y Palenque                                                                                  | 23 de septiembre de 1998 (31 de mayo de 1999 2.ª pub.) | 3368      | Selva alta perennifolia , selva alta subperennifolia y bosque mesófilo de montaña |
|        | 23  | -         | Área de protección de flora y fauna Nahá                                                                            | Chiapas                                            | Ocosingo                                                                                             | 23 de septiembre de 1998 (31 de mayo de 1999 2.ª pub.) | 3847      | Selva alta perennifolia, selva alta subperennifolia y bosque mesófilo de montaña |
|        | 24  | -         | Meseta de Cacaxtla                                                                                                  | Sinaloa                                            | San Ignacio y Mazatlán                                                                               | 27 de noviembre de 2000                                | 50 862    | Bosque tropical caduco; selva baja caducifolia, selva mediana subcaducifolia, así como matorral xerófilo, esteros y las lagunas |
|        | 25  | -         | Otoch Ma´Ax Yetel Kooh                                                                                              | Quintana Roo Yucatán                               | Valladolid y Solidaridad                                                                             | 5 de junio de 2002                                     | 5367      | Selva mediana subperennifolia, selva baja inundable, sabana |
|        | 26  | -         | Ciénagas del Lerma                                                                                                  | México                                             | Lerma, Santiago Tianguistenco, Almoloya del Río, Calpulhuac, San Mateo Atenco, Metepec y Texcalyacac | 27 de noviembre de 2002                                | 3024      | Humedales |
|        | 27  | SINAP 056 | Laguna Madre y delta del Río Bravo                                                                                  | Tamaulipas                                         | | 14 de abril de 2005                                    | 572 807   | - |
|        | 28  | -         | Bala'an Ka'ax | Quintana Roo                                       | | 3 de mayo de 2005                                      | 128 390   | |
|        | 29  | -         | Manglares de Nichupte                                                                                               | Quintana Roo                                       | | 26 de febrero de 2008                                  | 4257      | - |
|        | 30  | -         | Boquerón de Tonalá                                                                                                  | Oaxaca                                             | Santo Domingo Tonalá                                                                                 | 22 de septiembre de 2008                               | 3912      | Selva baja caducifolia y bosques de encino |
|        | 31  | -         | Cañón del Usumacinta                                                                                                | Tabasco                                            | Tenosique                                                                                            | 22 de septiembre de 2008                               | 46 128    | Selva alta perennifolia |
|        | 32  | SINAP 060 | Área de protección de flora y fauna Ocampo                                                                          | Coahuila                                           | Ocampo                                                                                               | 5 de junio de 2009                                     | 344 238   | Matorral micrófilo y Matorral desértico rosetófilo, además de manchones representativos del desierto chihuahuense con zacatal, vegetación riparia                                                                                                 |
|        | 33  | -         | Sistema Arrecifal Lobos-Tuxpan                                                                                      | Veracruz                                           | Tamiahua y Tuxpan                                                                                    | 5 de junio de 2009                                     | 30 571    | Arrecifes de coral |
|        | 34  | - >       | Médanos de Samalayuca                                                                                               | Chihuahua                                          | Juárez y Guadalupe                                                                                   | 5 de julio de 2009                                     | 63 182    | Médanos, sistema complejo único relictual de dunas de arena |
|        | 35  | -         | Área de protección de flora y fauna Pico de Tancítaro (anterior parque nacional establecido el 27 de julio de 1940) | Michoacán                                          | Tancítaro, Peribán de Ramos, Nuevo Parangaricutiro y Uruapan                                         | 19 de agosto de 2009                                   | 23 406    | Bosques templados con Pinus, Abies y Quercus, bosque mesófilo de montaña, pastizal y vegetación secundaria, que contienen áreas en buen estado de conservación, los cuales constituyen el hábitat de diversas especies de flora y fauna endémicas |
|        | 36  | -         | La porción norte y la franja costera oriental, terrestres y marinas de la Isla de Cozumel                           | Quintana Roo                                       | Cozumel                                                                                              | 25 de septiembre de 2012                               | 37 829    | - |
|        | 37  | -         | Área de protección de flora y fauna Balandra                                                                        | Baja California Sur                                | La Paz                                                                                               | 30 de noviembre de 2012                                | 2513      | - |